# كالاويت (جزيرة)
جزيرة كالاويت (بالإنجليزية: Calauit Island) هي جزيرة تقع في مقاطعة بالاوان، غرب الفلبين، وتحديدًا قبالة الساحل الشمالي الغربي لبلدية بوسوانغا، تُعرف الجزيرة بشكل خاص بكونها موطنًا لـ محمية كالاويت للحياة البرية، وهي مشروع أُطلق في سبعينيات القرن العشرين بهدف إيواء أنواع من الحيوانات الإفريقية المهددة بالانقراض، بالإضافة إلى الحفاظ على الأنواع الفلبينية الأصلية.

تُعد كالاويت وجهة سياحية فريدة من نوعها، حيث يمكن للزوار مشاهدة الحيوانات البرية مثل الزرافات والظباء في بيئة شبه طبيعية، إلى جانب استكشاف الطبيعة الاستوائية والشواطئ الهادئة المحيطة بها، الوصول إلى الجزيرة يتم عادة عبر القوارب من جزيرة بوسوانغا.